# Volodîmîr (oraș)
Volodîmîr (în ucraineană Володимир) este oraș regional în regiunea Volînia, Ucraina. Deși subordonat direct regiunii, orașul este și reședința raionului Volodîmîr. 

## Demografie
Componența lingvistică a orașului Volodîmîr-Volînskîi
     Ucraineană (94,49%)
     Rusă (5,15%)
     Alte limbi (0,2%)
Conform recensământului din 2001, majoritatea populației orașului Volodîmîr-Volînskîi era vorbitoare de ucraineană (94,49%), existând în minoritate și vorbitori de rusă (5,15%).